# Philipp Stein (Politiker)
Philipp Stein (* 30. Oktober 1859 in Hochstadt (Main-Kinzig-Kreis); † 27. August 1926 ebenda) war ein deutscher Kommunalpolitiker und Abgeordneter des Provinziallandtages der preußischen Provinz Hessen-Nassau. 

## Leben
Philipp Stein wurde als Sohn des Leinewebers Philipp Stein und dessen Ehefrau Anna Maria Krieg geboren. Nach seiner Schulausbildung erlernte er den Beruf des Weißbinders, engagierte sich politisch und trat in die SPD ein. Später wurde er Beigeordneter in seiner Heimatstadt, wo er auch im Kreisarbeiterrat sowie im Verband der Kreissparkasse vertreten war. Ebenso war er Mitglied des Kreistages Hanau.
Von 1919 bis 1926 hatte er einen Sitz im Kurhessischen Kommunallandtag des preußischen Regierungsbezirks Kassel, aus dessen Mitte er zum Abgeordneten des Provinziallandtages der Provinz Hessen-Nassau bestimmt wurde. 